# Lance Hool
Lance Hool, né le 11 mai 1948 à Mexico, est un producteur, acteur et réalisateur américain.

## Réalisateur
- 1985 : Portés disparus 2 (Missing in Action 2 : The Beginning)
- 1987 : Steel Dawn
- 1999 : One Man's Hero
- 2020 : 2 Hearts

## Acteur
- 1970 : Soldat bleu (Soldier Blue) de Ralph Nelson : Garde (non crédité)
- 1970 : Rio Lobo de Howard Hawks : Picket (non crédité)
- 1971 : L'Homme de la loi (Lawman) de Michael Winner : Lon (non crédité)
- 1972 : Massacre (Slaughter) de Jack Starrett : L'interne (non crédité)
- 1972 : El payo - un hombre contra el mundo! de Emilio Gómez Muriel : Tom
- 1974 : Peor que los buitres de Abel et Alfredo Salazar : Peter
- 1975 : La montaña del diablo de Juan Andrés Bueno et Javier Durán : Tom
- 1975 : Les Aventuriers du Lucky Lady (Lucky Lady) de Stanley Donen : Garde-côte (non crédité)
- 1975 : Un shérif à New York (série télévisée) : Coy (saison 6, épisode 4)
- 1975 : Hawaï police d'État (série télévisée) : Kim Hughes (saison 8, épisode 13)
- 1977 : Les Chiens fous (Dogs) de Burt Brinckerhoff : Robbie Pulaski
- 1977 : El diabólico de Giovanni Korporaal (en) et Rafael Villaseñor Kuri : Colorado Kid
- 1978 : Police Story (série télévisée) : Officier Skaggs (saison 5, épisode 3)
- 1979 : Soleil de feu (Survival Run) de Larry Spiegel : Officier des stupéfiants

## Producteur
- 1979 : Soleil de feu (Survival Run)
- 1979 : Wolf Lake (en)
- 1980 : Cabo Blanco
- 1983 : Le Justicier de minuit (10 to Midnight)
- 1984 : L'Enfer de la violence (The Evil That Men Do) (producteur exécutif)
- 1984 : Portés disparus (Missing in Action) (producteur exécutif)
- 1987 : Steel Dawn
- 1988 : The Tracker (en)
- 1989 : Options
- 1989 : Damned River (en)
- 1991 : Danger public (Pure Luck)
- 1993 : Deux Doigts sur la gâchette (Gunmen) (producteur exécutif)
- 1993 : Born to Run (producteur exécutif)
- 1993 : The Cover Girl Murders
- 1994 : Un joueur à la hauteur (The Air Up There) (producteur exécutif)
- 1994 : The Road Killers
- 1994 : Flashfire
- 1996 : Flipper (producteur exécutif)
- 1997 : McHale's Navy (producteur exécutif)
- 1999 : One Man's Hero
- 2001 : Crocodile Dundee 3 (Crocodile Dundee in Los Angeles)
- 2004 : Club Dread (producteur exécutif)
- 2004 : Man on Fire (producteur exécutif)
- 2004 : Sur la piste de mon mari (Caught in the Act) (producteur exécutif)
- 2011 : The Cup (en)
- 2020 : 2 Hearts